# Macronemurus perlatus
Macronemurus perlatus är en insektsart som först beskrevs av Gerstaecker 1885.  Macronemurus perlatus ingår i släktet Macronemurus och familjen myrlejonsländor. Inga underarter finns listade i Catalogue of Life.